# Колорадо (округ, Техас)
Шаблон:StateAbbr_ 29°37′ пн. ш. 96°31′ зх. д. / 29.62° пн. ш. 96.52° зх. д.
Округ Колорадо (англ. Colorado County) — округ (графство) у штаті Техас, США. Ідентифікатор округу 48089.

## Історія
Округ утворений 1836 року.

## Демографія
За даними перепису 2000 року загальне населення округу становило 20390 осіб, зокрема міського населення було 7952, а сільського — 12438. Серед мешканців округу чоловіків було 9948, а жінок — 10442. В окрузі було 7641 домогосподарство, 5406 родин, які мешкали в 9431 будинках. Середній розмір родини становив 3,08.
Віковий розподіл населення поданий у таблиці:
| Стать    | До 15 років | 15-21 | 22-29 | 30-39 | 40-49 | 50-65 | 65-85 | Понад 85 |
| -------- | ----------- | ----- | ----- | ----- | ----- | ----- | ----- | -------- |
| Чоловіки | 2179        | 1122  | 778   | 1185  | 1478  | 1584  | 1437  | 185      |
| Жінки    | 2042        | 1136  | 740   | 1219  | 1427  | 1709  | 1774  | 395      |

## Суміжні округи
- Остін — північний схід
- Вартон — південний схід
- Джексон — південь
- Лавака — південний захід
- Файєтт — північний захід

## Виноски
1. ↑  https://publications.newberry.org/ahcbp/documents/TX_Individual_County_Chronologies.htm
2. ↑  U.S. Decennial Census. United States Census Bureau. Архів оригіналу за 26 квітня 2015. Процитовано 21 квітня 2015.
3. ↑  Texas Almanac: Population History of Counties from 1850–2010 (PDF). Texas Almanac. Архів оригіналу (PDF) за 26 лютого 2015. Процитовано 21 квітня 2015.
4. ↑  State & County QuickFacts. United States Census Bureau. Архів оригіналу за 5 листопада 2015. Процитовано 9 грудня 2013.(англ.) Наведено за англійською вікіпедією.
5. ↑  American FactFinder. Бюро перепису населення США. Архів оригіналу за 29 липня 2011. Процитовано 31 січня 2008.

| США | Це незавершена стаття з географії США. Ви можете допомогти проєкту, виправивши або дописавши її. |